# Faris Endris Rahoma

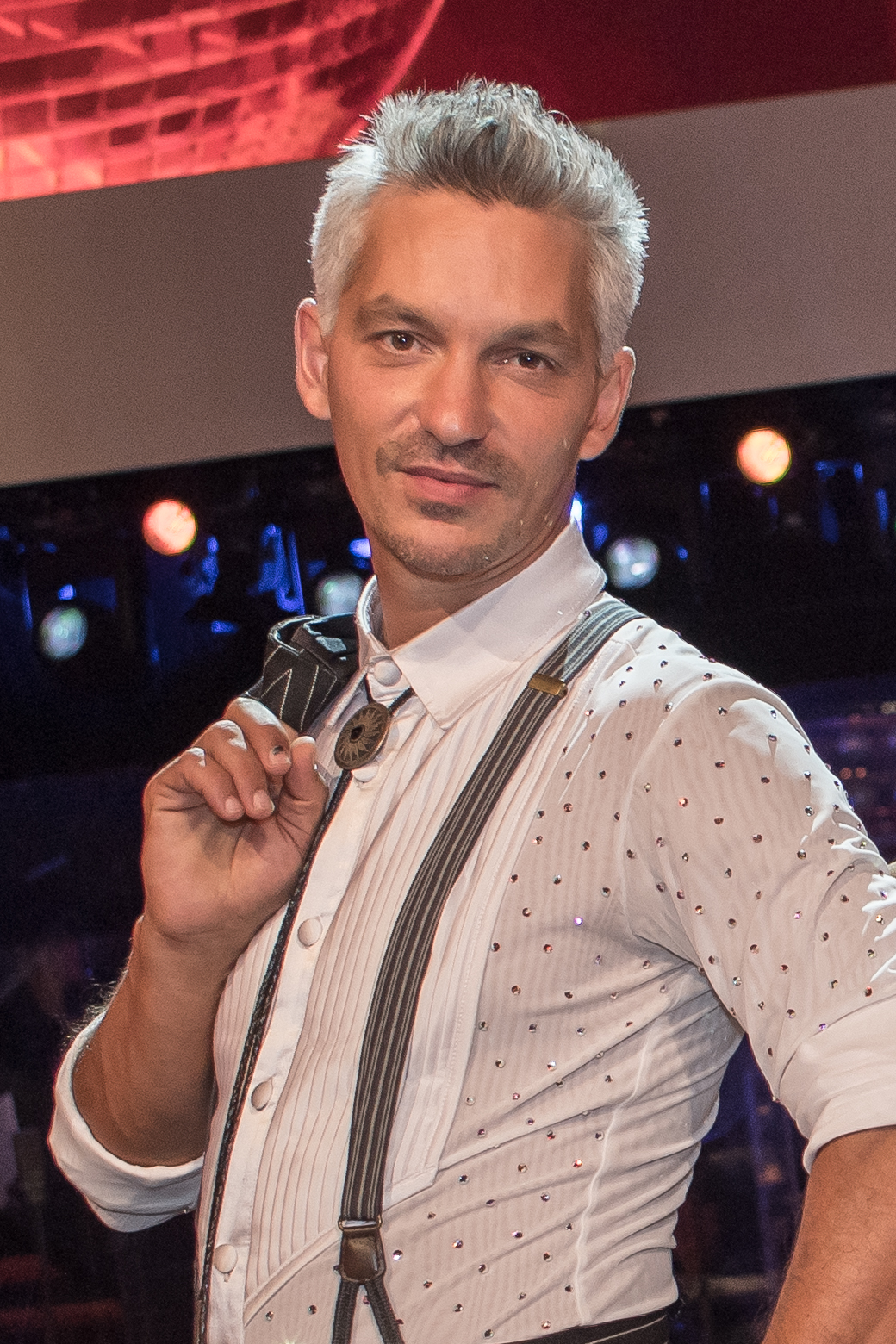
Faris Endris Rahoma (2021)

Faris Endris Rahoma (* 10. Juli 1975 in der Steiermark) ist ein österreichischer Schauspieler und Drehbuchautor mit ägyptischen Wurzeln.

## Leben
Faris Endris Rahoma wurde als Sohn einer Steirerin und eines Ägypters geboren. Sein Vater kam 1973 aus Ägypten nach Weiz, die Familie übersiedelte ein Jahr nach der Geburt von Faris Endris Rahoma nach Wien, wo er in Hernals und Ottakring aufwuchs und nach der Volksschule das Hernalser Gymnasium Geblergasse besuchte. Mit 16 Jahren brach er die Schule ab, um am Prayner Konservatorium Schauspiel zu studieren. Die Ausbildung schloss er 1995 mit Diplom ab.
Faris Endris Rahoma spielte bereits als Kind Theater, von 1985 bis 1989 hatte er Kinderrollen an der Volksoper Wien, später spielte er unter anderem am Kindertheater Firlefanz und am Vienna’s English Theatre. Sein Filmdebüt gab er 1985 in Steig aus deinem Luftballon von Regisseur Jörg A. Eggers (unter dem Pseudonym Arni Liebenberg), wo er als Michi Fischer eine Hauptrolle hatte. Bei einem Ägyptenurlaub lernte er den Regisseur Youssef Chahine kennen, der ihn im Film Das Schicksal besetzte. Der Film wurde bei den Filmfestspiele von Cannes 1997 in den Wettbewerb um die Goldene Palme eingeladen. In der syrischen Kinoproduktion Èl Mahed von Mohammed Malas hatte er 2008 eine Hauptrolle als El Walid. Seit 2007 arbeitete er mit dem österreichisch-französisch-belgischen Künstlerkollektiv Superamas zusammen, mit dem er mit gemeinsamen Bühnenproduktionen durch Europa und Nordamerika tourte. 2011 stand er in der deutschsprachigen Erstausführung von Paul Schraders Cleopatra Club unter der Regie von Rupert Henning als Oberst Salah Ziadeh am stadtTheater walfischgasse auf der Bühne.
Gemeinsam mit Arman T. Riahi und Aleksandar Petrović entwickelte er 2011 das Drehbuch zur Fernsehserie Neue Wiener. Nach einer Insolvenz der Produktionsfirma wurde die Idee als Kinofilm Die Migrantigen umgesetzt, in dem Rahoma an der Seite von Petrović auch die Hauptrolle spielte. Der Film wurde unter anderem auf dem Filmfestival Max Ophüls Preis mit dem Publikumspreis ausgezeichnet, im Rahmen der Romyverleihung 2018 erhielt er für den Film die Romy in der Kategorie Bestes Drehbuch. Die Uraufführung der Bühnenfassung erfolgte im September 2019 an den Wiener Kammerspielen des Theaters in der Josefstadt.
Für den ORF ist er seit 2005 als Moderator und Journalist tätig, unter anderem für die Sendung ohne Namen (2005–2006), wie bitte? (2007), Heimat, fremde Heimat (2008), Konkret (2007–2011) bzw. die Nachfolgesendung Heute konkret (2011–2017) und Weltjournal (Das Mekka Business) sowie DOKeins (etwa für die Folgen Der Supermensch: Die Jagd nach dem perfekten Ich und Hilfe, Polizei! Faris Rahoma will Cop werden). 2019 stand er für Dreharbeiten zur fünften Staffel der ORF-Fernsehserie Vorstadtweiber vor der Kamera, in der er die Rolle des Friseurs Raoul verkörpert.
In der 14. Staffel der ORF-Show Dancing Stars tanzte er im Herbst 2021 mit Profitänzerin Kati Kallus, die beiden schieden in der sechsten Sendung aus. Bei der Generalversammlung im November 2021 wurde er unter den Präsidenten Verena Altenberger und Arash T. Riahi in den Vorstand der Akademie des Österreichischen Films gewählt.

## Filmografie (Auswahl)
- 1985: Steig aus deinem Luftballon
- 1986: Der Leihopa – Ein sehr ehrendes Angebot (Fernsehserie)
- 1997: Das Schicksal
- 1998: Die Neue – Eine Frau mit Kaliber – Betriebsausflug (Fernsehserie)
- 2004: Nacktschnecken
- 2007: Auf bösem Boden
- 2013: Zweisitzrakete
- 2013: CopStories –  Dillo (Fernsehserie)
- 2015: Tatort: Deckname Kidon (Fernsehreihe)
- 2017: Die Migrantigen
- 2018: Tatort: Die Faust (Fernsehreihe)
- 2019: Love Machine
- 2020: Fuchs im Bau
- 2021: Vorstadtweiber (Fernsehserie)
- 2022: Schrille Nacht (Fernsehfilm)
- 2023: Schnell ermittelt – Therese Hasenauer-Kralik (Fernsehserie)
- 2024: Landkrimi – Bis in die Seele ist mir kalt (Fernsehreihe)
- 2024: Ewig Dein (Fernsehfilm)

## Auszeichnungen und Nominierungen
- 2018: Österreichischer Filmpreis 2018 – Nominierung in der Kategorie Bestes Drehbuch für Die Migrantigen
- 2018: Romyverleihung 2018 – Auszeichnung in der Kategorie Bestes Buch Kinofilm  für Die Migrantigen[6]
- 2023: Romyverleihung 2023 – Nominierung in der Kategorie Beliebtester Schauspieler Serie Reihe für Schrille Nacht[15]
- 2024: Robert-Hochner-Preis[16]